# Lovato Lovati
Lovato (de) Lovati of in het Latijn Lupatus de Lupatis (Padua, circa 1240 – aldaar, 7 maart 1309) was een rechter, latinist en dichter van verzen in het Latijn. Hij was kort burgemeester van Vicenza (1291-1292). Lovati leefde in het middeleeuwse Italië, met name in de stadstaat Padua, formeel een deel van het Heilige Roomse Rijk.
Hij leefde ruim een eeuw voor het tijdperk van de humanistische geleerden; Italianen omschrijven hem dan ook als een ‘pre-humanist’.

## Levensloop

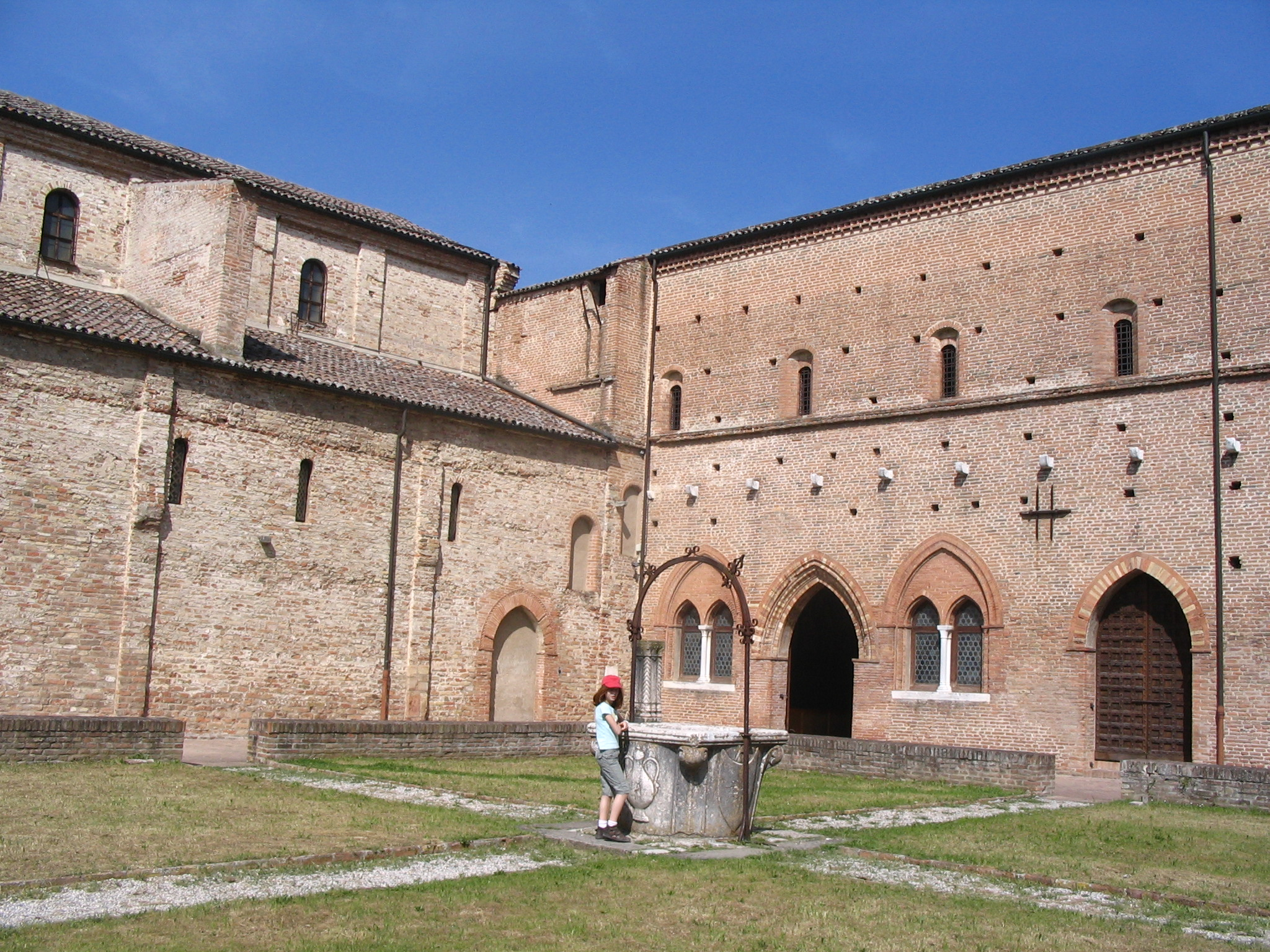
In de abdij van Pomposa, in Codigoro, kopieerde Lovati Latijnse gedichten.

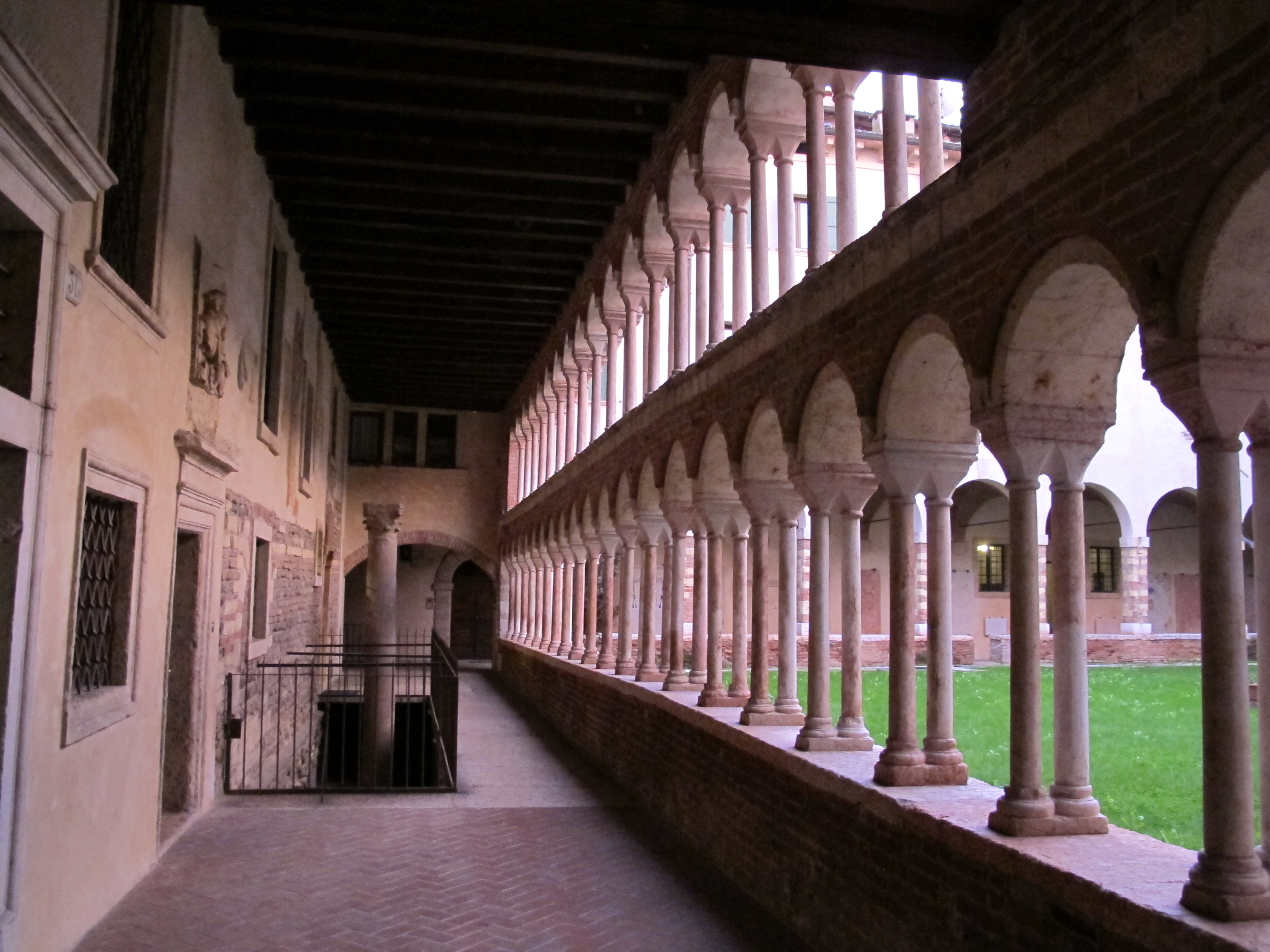
Dit deed hij ook bij de kanunniken van de kathedraal van Verona.

Lovati’s ouders waren Rolando di Giovanni, bijgenaamd Lovato, een rechter en notaris in Padua, en een vrouw van wie de naam nergens opgeschreven staat. Vele mannen in de familie van Lovati waren rechter en notaris in Padua. Zij waren in dienst van de heren van Padua. In 1267 werd Lovati zelf benoemd tot rechter. Lovati, zijn vrouw Jacopina di Vincenzo da Solesiono en hun vier kinderen namen hun intrek in de wijk San Lorenzo in Padua. 
De stad kende een intellectuele bloei na de stichting van de universiteit in 1222. Naast zijn werk als rechter hield Lovati zich bezig met de studie van Latijnse dichters: het ging om Titus Livius, Catullus, Horatius en Seneca en nog anderen. Na de opgraving van een skelet in een grote sarcofaag (1283) overtuigde Lovati het stadsbestuur dat het hier ging om Antenor, de stichter van de stad volgens eeuwenoude traditie. De stad liet een grafmonument bouwen.
Van 1291 tot 1292 bekleedde Lovati het ambt van podestà of burgemeester van het nabijgelegen Vicenza; Lovati bezat er landgoederen. Nadien bleef Lovati betrokken bij het stadsbestuur van Padua. Lovati had intussen een aanzienlijke verzameling van Latijnse teksten verzameld door ze eigenhandig te kopiëren. Zijn bibliotheek bevatte kopieën van manuscripten uit de kathedraal van Verona en de benedictijnenabdij van Pomposa. Dit alles leidde ertoe dat een kring van Latinisten en andere intellectuelen rond Lovati ontstaan was. Deze kring bezat een belangwekkende kennis van Latijnse dichters, wellicht de belangrijkste en volledigste van Italië.

## Overlijden
Lovati stierf in 1309. Hij werd begraven in een grafmonument aan de buitenzijde van de San Lorenzokerk; dat plein werd in de 20e eeuw omgevormd tot de Piazza Antenore. Voor zijn grafsteen had Lovati Romeinse inscripties opgesteld. Deze bevatten twee heidense begrafenistermen uit de Romeinse Tijd. Na de begrafenis voegde de stad er een christelijke zin aan toe.
Lovati’s weduwe liet na haar overlijden zijn boeken na aan Elisabetta Gradenigo, weduwe van Giacomo da Carrara, heer van Padua. Een nazaat Gradenigo, Ludovico genaamd, werd later ambassadeur van de republiek Venetië bij de paus in Avignon (1372). Lovati’s bibliotheek belandde grotendeels in Avignon; dit betekende achteraf een bron van humanisten in West-Europa, wat met name interessant was om het volledige werk Ab Urbe Condita van Titus Livius te consulteren. 
Petrarca noemde Lovati een groot Latijns dichter, die erin slaagde poëzie te schrijven tussen het lawaai van de rechtszittingen door.

## Poëtische werken
Lovati schreef zelf gedichten in het Latijn. Zo zijn bewaard gebleven vier brieven in poëzievorm alsook ook enkele kleinere gedichten waaronder Questio de prole. Het werk ‘Questio de prole’ behandelt de voordelen en nadelen van kinderen op de wereld te zetten. Van de redevoeringen van de hand van Lovati zijn slechts fragmenten over gebleven. Een gedicht over Tristan en Isolde is eveneens van zijn hand. Een gedicht dat hij op het einde van zijn leven over Welfen en Ghibellijnen schreef, is verloren gegaan.